# Nederängssjön
Nederängssjön är en sjö i Sigtuna kommun i Uppland och ingår i Norrströms huvudavrinningsområde. Sjöns area är 0,026 kvadratkilometer och den befinner sig 15 meter över havet.